# Roulis hollandais
 (février 2022).
Si vous disposez d'ouvrages ou d'articles de référence ou si vous connaissez des sites web de qualité traitant du thème abordé ici, merci de compléter l'article en donnant les références utiles à sa vérifiabilité et en les liant à la section « Notes et références ».
Le roulis hollandais est, en aéronautique, un mouvement oscillatoire en lacet et roulis couplés par roulis induit.

## Origine du nom
L'origine du qualificatif hollandais n'est pas consensuelle :
- certains considèrent que l'adjectif se réfère au mouvement des patineurs sur glace[Quoi ?] ;
- d'autres pensent que l'origine vient plutôt des marins hollandais qui savent compenser un roulis excessif par une trajectoire non-rectiligne ;
- de façon plus fantaisiste, le goût des hollandais pour l'alcool aurait inspiré le nom de ce mouvement aux allures d'avion ivre (cf. Hollandais volant en légende maritime ?).

## Roulis, lacet, dérapage
En mécanique du vol, l'étude de l'équilibre transversal (roulis-lacet) de l'avion met en évidence plusieurs modes de mouvement transversaux : 
- le roulis pur ;
- le lacet pur ;
- le couplage roulis - lacet ;
- le mode spirale (combinaison roulis-lacet et translation latérale, glissade vers l'intérieur du virage ou dérapage vers l'extérieur du virage).

### Oscillation en lacet
L'oscillation en lacet se met en œuvre en appliquant un mouvement de lacet (par exemple en enfonçant le palonnier à droite ou à gauche). L'avion se met alors à osciller autour de l'axe de lacet, avec un amortissement du deuxième ordre (présence d'oscillation autour du point d'équilibre). La période d'amortissement (quelques secondes) dépend des dimensions et de l'inertie de l'avion et le mouvement s'amortit au bout de quelques oscillations (une réduction d'un facteur 10 après 7 oscillations selon la réglementation de l'EASA).

### Lacet et roulis induit
À cause de l'oscillation en lacet, l'effet dièdre de l'avion conduit à un mouvement autour de l'axe de roulis : c'est le roulis induit. L'inclinaison en roulis amène une glissade et donc une nouvelle excitation en lacet. Le mouvement de l'avion est alors une combinaison de l'oscillation autour de l'axe de lacet, et de l'oscillation induite autour de l'axe de roulis. Ce mouvement de deux oscillations qui s'entretiennent mutuellement est appelé roulis hollandais.

## Système d'amortissement
L'amortisseur de lacet (en anglais : Yaw damper), « est un système qui existe sur les avions de ligne pour diminuer un mode d’instabilité dit "le roulis hollandais" ». Ce système est particulièrement utile sur les aéronefs à aile en flèche, en particulier ceux utilisant un empennage en T ; sans système d'amortisseur de lacet actif, ces types d'aéronefs sont sensibles au phénomène de roulis hollandais, où les mouvements de lacet peuvent entraîner des oscillations répétitives en forme de tire-bouchon qui pourraient potentiellement atteindre des niveaux excessifs s'ils ne sont pas efficacement neutralisés.